# Jean-Louis Lagnel
Pour les articles homonymes, voir Lagnel.

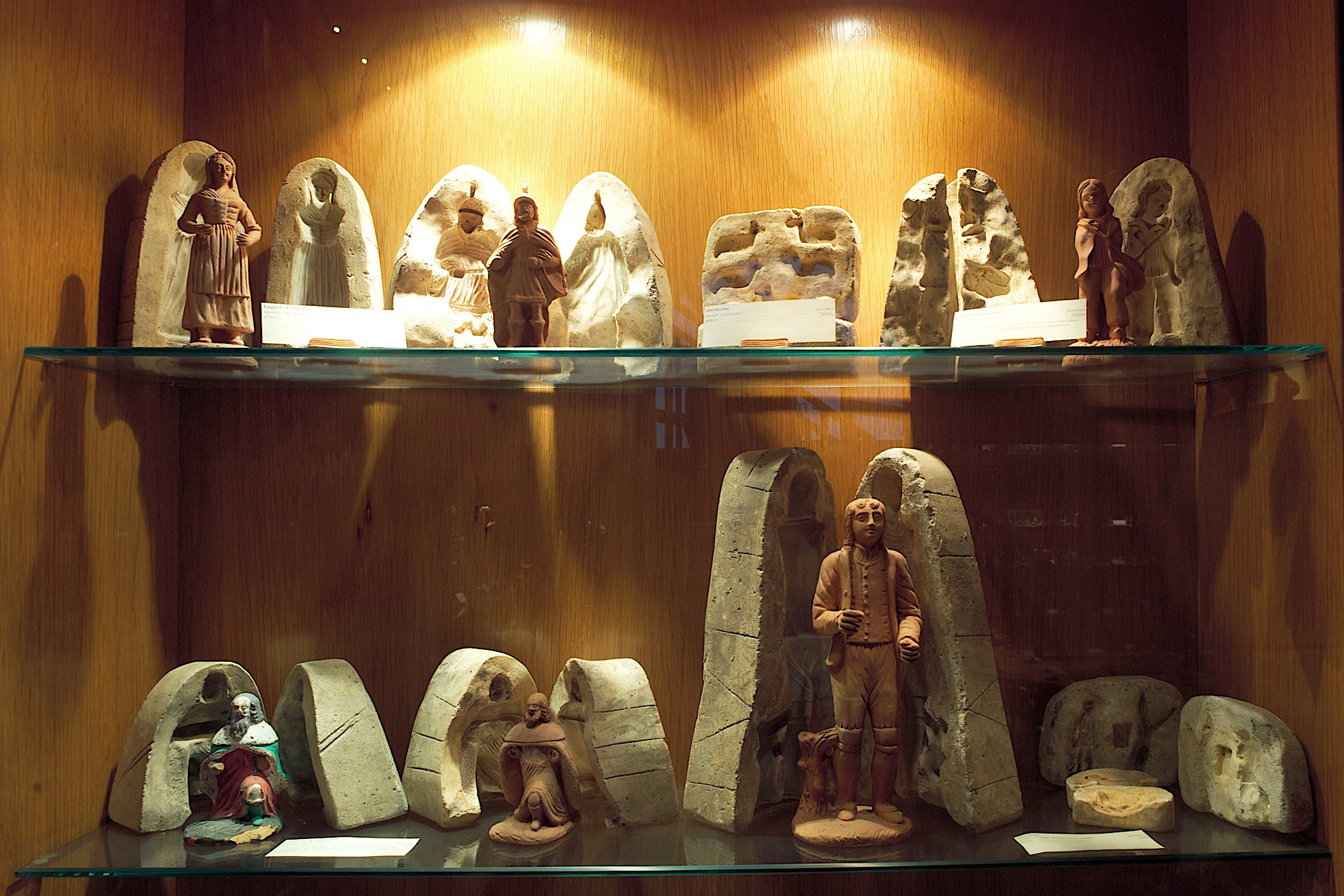
Moules de Lagnel, au musée de Marcel Carbonel.

Jean-Louis Lagnel, né en 1764 à Marseille et mort en 1822, est l'inventeur des santons d'argile. Avant sa création, les santons étaient faits de plâtre ou de bois.

## Le santon d'argile
Né à Marseille, le 8 février 1764, il devient sculpteur. Ses premières œuvres connues sont une femme debout (1797), puis un homme debout (1798) et un chien (1799). Entre 1802 et 1805, il sculpte une Vierge, un saint Joseph et les trois Rois mages. 
Il a eu l’idée de réaliser des moules figurant ses voisins qui exerçaient différents métiers, et ses santons furent traditionnellement vêtus dans la mode populaire de l'époque  Louis-Philippe,. Ces moules de plâtre permirent de faciliter la reproduction de sujets à moindre coût.
Dans un premier temps, il créa des santons dont les bras, la coiffure et les accessoires furent moulés à part puis réunis au sujet principal avec de la barbotine. Il adaptait ainsi la première crèche connue qui avait été créée à Marseille, en 1775, par un dénommé Laurent. 

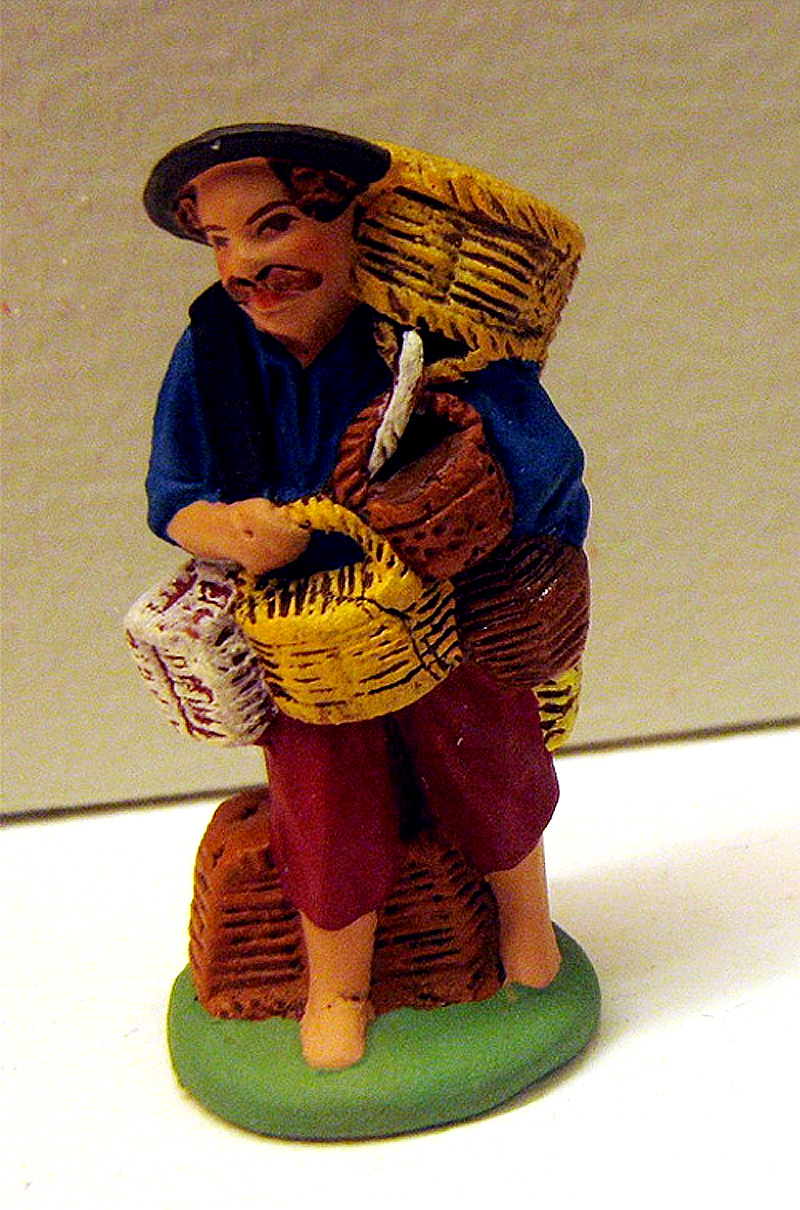
Pêcheur de crustacés.

Puis il confectionna des santons d'une seule pièce à l'image de ceux qui étaient réalisés en mie de pain, créant le véritable santon de Provence, en argile. Il fut au début concurrencé par les santibelli, d'origine italienne, réalisé en plâtre. Ils étaient vendus par des marchands napolitains dans les rues du Vieux-Port. Lagnel créa alors des types toujours représentés comme « le berger allongé, l'homme tenant une lanterne d'une main et son bonnet dans l'autre, la femme portant une citrouille sur la tête ». Grâce à lui, les canons de la crèche provençale se mettent en place et les santons de personnages dus à son talent sont toujours représentés par les santonniers actuels.  
Il mourut le 16 septembre 1822 à Marseille et ses santons rapidement surmoulés furent retirés par de nombreux santonniers qui reproduisirent à sa suite les différents types de santon qui constituent actuellement la crèche provençale.
Le Musée Provencal de Château-Gombert conserve une grande partie des moules originaux des santons de Jean-Louis Lagnel. 